# 17351 Pheidippos
17351 Pheidippos (1973 SV) là một Trojan của Sao Mộc.